# Python license
A Python License (Licença Python) é uma licença de software de computador obsoleta criada pela Corporation for National Research Initiatives (CNRI). Foi usada para as versões 1.6 e 2.0 da linguagem de programação Python, ambas lançadas no ano 2000.
A Python License é semelhante à Licença BSD e, enquanto é uma licença de software livre, seu texto em algumas versões significava que era incompatível com a GNU General Public License (GPL) usada por uma grande quantidade de software livre, incluindo o kernel Linux. Por esse motivo, o CNRI retirou a licença em 2001 e a licença dos lançamentos atuais pertence à Python Software Foundation License.